# Saint-Quentin
Saint-Quentin este un oraș în Franța, sub-prefectură a departamentului Aisne în regiunea Picardia. 